# Evening Star (Robert Fripp e Brian Eno)
Evening Star è un album di Robert Fripp e Brian Eno pubblicato nel 1975.

## Il disco
È il secondo album a nome del duo dopo (No Pussyfooting) del 1973, ma tra le due uscite Fripp aveva suonato anche sui primi tre album da solista di Eno. Come già (No Pussyfooting), anche questo disco consiste interamente in improvvisazioni realizzate passando il segnale audio della chitarra elettrica (Fripp) e del sintetizzatore (Eno) su due registratori a bobina Revox A77 in modo da produrre loop sovrapposti. Su parte delle basi musicali così prodotte, in seguito Fripp sovraincise degli assolo ed Eno sporadici interventi al pianoforte.
La traccia Wind on Wind, l'unica del disco firmata dal solo Eno, era in origine destinata al progetto coevo Discreet Music, non ancora pubblicato all'epoca, che in origine l'autore aveva interamente concepito come base musicale per improvvisazioni dal vivo di Fripp. La seconda facciata dell'album è costituita da una sola traccia lunga oltre 28 minuti dal titolo: An Index of Metals che, a differenza dei quattro brani che occupano la prima, esplora armonie meno convenzionali.
Alcuni brani dell'album sono stati utilizzati per la serie televisiva Guida galattica per gli autostoppisti. I brani Wind on Water e Wind on Wind sono stati inseriti nella colonna sonora del film All'ultimo respiro (1983) di Jim McBride.Un frammento di Evening Star veniva utilizzato come intermezzo nella sequenza di fine trasmissioni, che precedeva StereoNotte ed il Notturno Italiano, di RaiStereoUno e RaiStereoDue, e successivamente StereoRai, tra gli anni '80 e '90.

## Tracce
Musiche di Brian Eno e Robert Fripp, eccetto dove indicato.
Lato A
1. Wind on Water – 5:30
2. Evening Star – 7:48
3. Evensong – 2:53
4. Wind on Wind – 2:56 (musica: Brian Eno)

Lato B
1. An Index of Metals – 28:36

## Formazione
- Robert Fripp - chitarra
- Brian Eno - sintetizzatore, trattamenti elettronici